# Mariano Llinás
Mariano Llinás est un réalisateur, scénariste, producteur et acteur argentin indépendant, né en 1975 à Buenos Aires. Il est associé au renouveau du cinéma argentin durant les années 2000.

## Biographie
Après des études à la faculté de cinéma de Buenos Aires, il réalise - sans passer par les circuits classiques - Balnearios (2002), documentaire expérimental et ironique autour des principales stations balnéaires argentines, lauréat d’un Condor d’argent.
En 2008, son captivant film Historias extraordinarias, en trois parties, a une grande répercussion critique et obtient plusieurs prix, dont deux au Festival international du cinéma indépendant de Buenos Aires. En 2011, la Fondation Konex désigne Mariano Llinás comme l’un des sept plus importants réalisateurs argentins des années 2000, avec Fabián Bielinsky, Daniel Burman, Juan José Campanella, Lucrecia Martel, Eduardo Mignogna et Pablo Trapero.
Il enseigne à la faculté de cinéma de Buenos Aires. Il est scénariste pour Hugo Santiago (Le Ciel du centaure en 2015) et Santiago Mitre (Paulina en 2015, Le Sommet en 2017).
En 2016, il présente son nouveau film, particulièrement ambitieux, La flor, fruit de sept ans de tournage. 
Le film La flor remporte le prix du jury au Festival Biarritz Amérique latine 2018.
Il est le frère de l’actrice Verónica Llinás.

## Filmographie

### Réalisateur
- 1998 : Derecho viejo
- 2002 : Balnearios
- 2004 : La más bella niña
- 2006 : El Humor (Pequeña Enciclopedia Ilustrada)
- 2008 : Historias extraordinarias
- 2011 : Tres fábulas de Villa Ocampo
- 2016 : La Flor

### Scénariste
- 2015 : Le Ciel du centaure d'Hugo Santiago

### Acteur
- 2023 : Les Colons, de Felipe Gálvez